# Clos de Vougeot

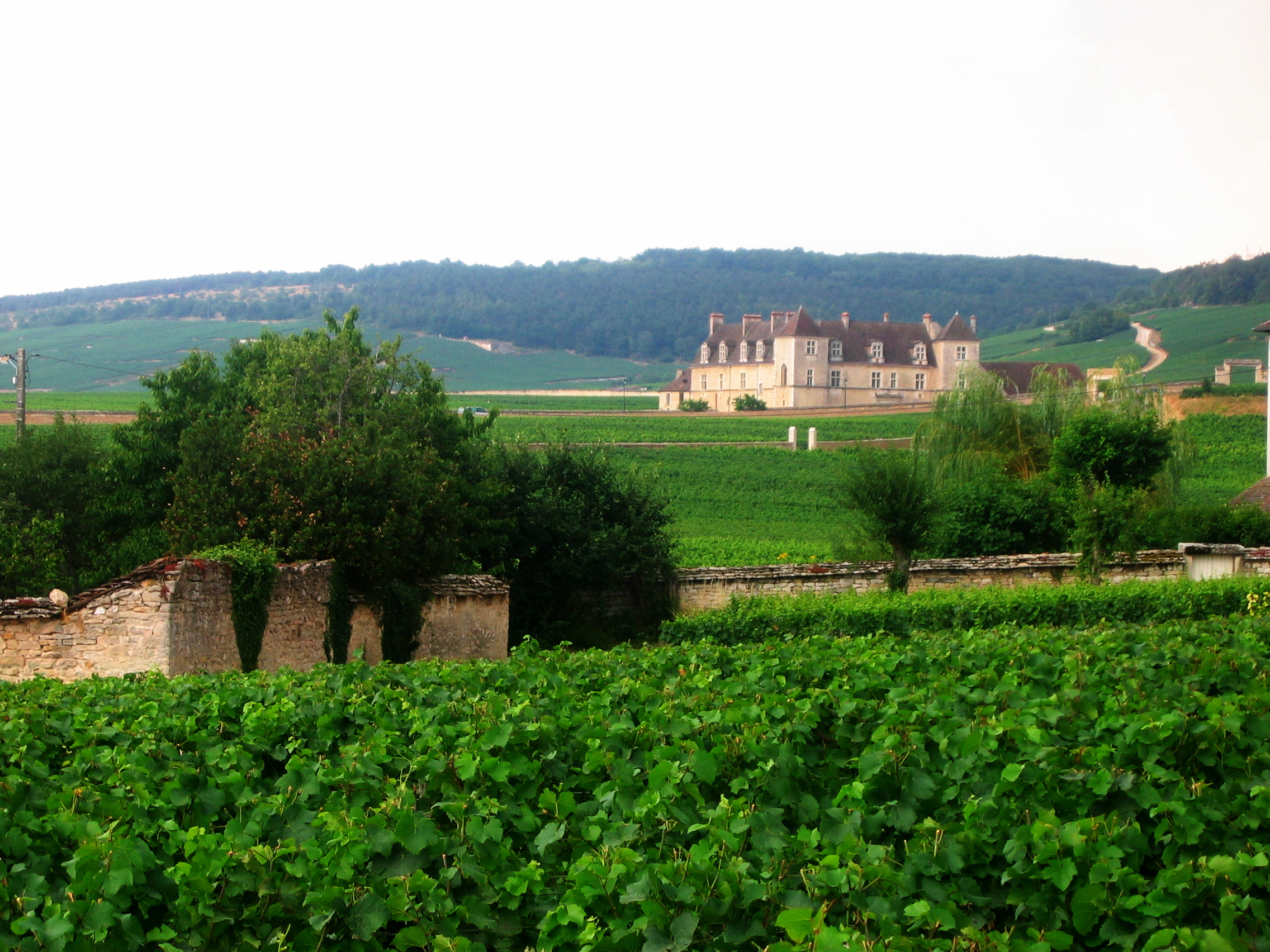
Het Château de Clos de Vougeot

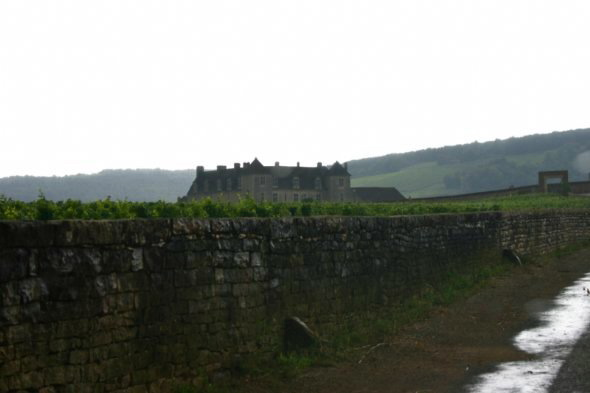
De muur met daarachter het Clos de Vougeot en het kasteel.

De Clos de Vougeot is een ommuurde wijngaard met bijbehorend kasteel net buiten het dorpje Vougeot in de Bourgondische wijnstreek Côtes de Nuits, gelegen in het Franse departement Côte-d'Or.
De wijngaard en het bijbehorende Château de Clos de Vougeot zijn in de vroege 12e eeuw gesticht door de monniken van de Abdij van Cîteaux, die de wijngaard zeven eeuwen zouden beheren. Tegenwoordig is de ommuurde wijngaard in handen van verschillende wijnboeren, terwijl het château het hoofdkwartier is van de Confrérie des Chevaliers du Tastevin, oftewel de Broederschap van de Ridders van het Wijnproefschaaltje. Het kasteel is bovendien ingericht als museum van wijnbouw - behalve de oude wijnkelders kan men hier ook nog vier wijnpersen zien die mogelijk uit de 15e eeuw dateren.
De 50,6 hectare grote en ongeveer rechthoekige wijngaard produceert een grand cru en grenst onder meer aan andere grand cru wijngaarden als Grands Échezeaux en Les Musigny.